# 卢森堡骄傲节
卢森堡骄傲节是卢森堡每年举办的庆祝LGBT群体的骄傲节。节日持续一周，活動包括音乐会、艺术表演、马拉松、宾果游戏、马拉松集市和骄傲游行等，游行在阿尔泽特河畔埃施举行。
与其他在6月举行的庆祝LGBT骄傲月活动不同的是，卢森堡骄傲周是在7月举行的。这样做是为了避免与6月22日和23日举行的卢森堡国庆节庆祝活动相冲突。该国在6月份举办一些庆祝国际LGBT骄傲日的活动，尽管这些活动是在卢森堡骄傲周外侧举行的。
该节日创建于1999年，卢森堡语名称为GayMat，由Rosa Lëtzebuerg协会组织。之所以选择这个名字，是因为它是一个文字游戏，意为卢森堡语“Géi mat”（为“跟着去”）和英语单词“gay”。该节日于2019年更名为“卢森堡骄傲节”，因为组织者认为外国人无法理解其中的双关语，并且为了让其对LGBT+支持身份支持性。
每年，该节日都会吸引数千名参与者，其中包括LGBT人士和异性恋者。另一面，骄傲游行则聚集了数百人。它通常从阿尔泽特河畔埃施的抵抗广场开始，行进一英里，直到到达市长办公室。阿尔泽特河畔埃施市市长维拉·斯帕茨和卢森堡首相格扎维埃·贝泰尔等政治人物都曾出席此活动。

## 历史
卢森堡第一次骄傲大游行于1999年举行，当时，支持LGBT群体权利的组织Rosa Lëtzebuerg协会（成立于1996年）的成员在卢森堡市剧院广场聚会，并成立了一个信息展台，以提高人们对卢森堡LGBT群体问题的认识。随着活动参加大学生的增加，活动地点转移到了武器广场（Place d'Armes）。2009年，该活动的参加人数首次超过一千人。
2010年，组织者决定改变GayMat的概念，把它从一个小型的庆祝活动变成庆祝一周的骄傲节。他们还决定将大部分活动从卢森堡市迁至阿尔泽特河畔埃施，因为前几年的庆祝活动获得了企业和地方当局的大力支持。2016年，该电影节的参与者首次超过5000人，其中包括来自卢森堡各地以及科隆和巴黎等外国城市的参与者。
由于COVID-19疫情，2020年电影节以线上形式举办。